# Kikkerbil

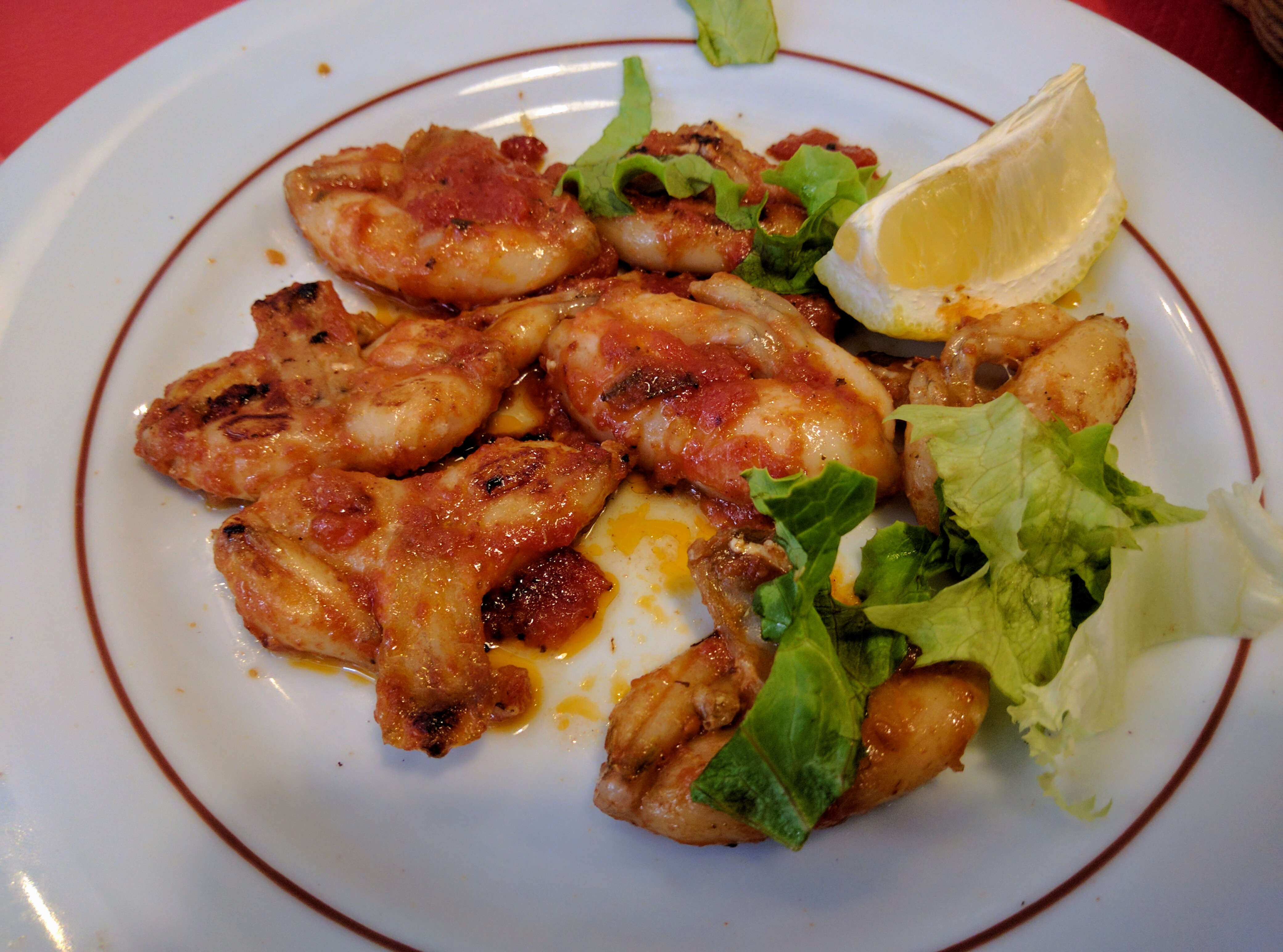
Gebakken kikkerbillen

Kikkerbil is een stuk vlees van het bovenbeen van een kikker. Het is te vergelijken met de drumstick van een kip, maar is kleiner en volgens kenners ongeveer gelijk van smaak. Het meest gegeten worden echte kikkers zoals de middelste groene kikker.
Meestal wordt door de grootte het verkleinwoord, kikkerbilletje gebruikt. Het wordt over het algemeen als een delicatesse gezien. De slachtwijze is echter bijzonder omstreden. De kikker wordt levend in twee delen gesneden, omdat men denkt dat het vlees zo lekkerder blijft.
De belangrijkste importeurs van kikkerbilletjes zijn Frankrijk (34%), België (23%) en de Verenigde Staten (20%). De grootste exporteur is Indonesië.

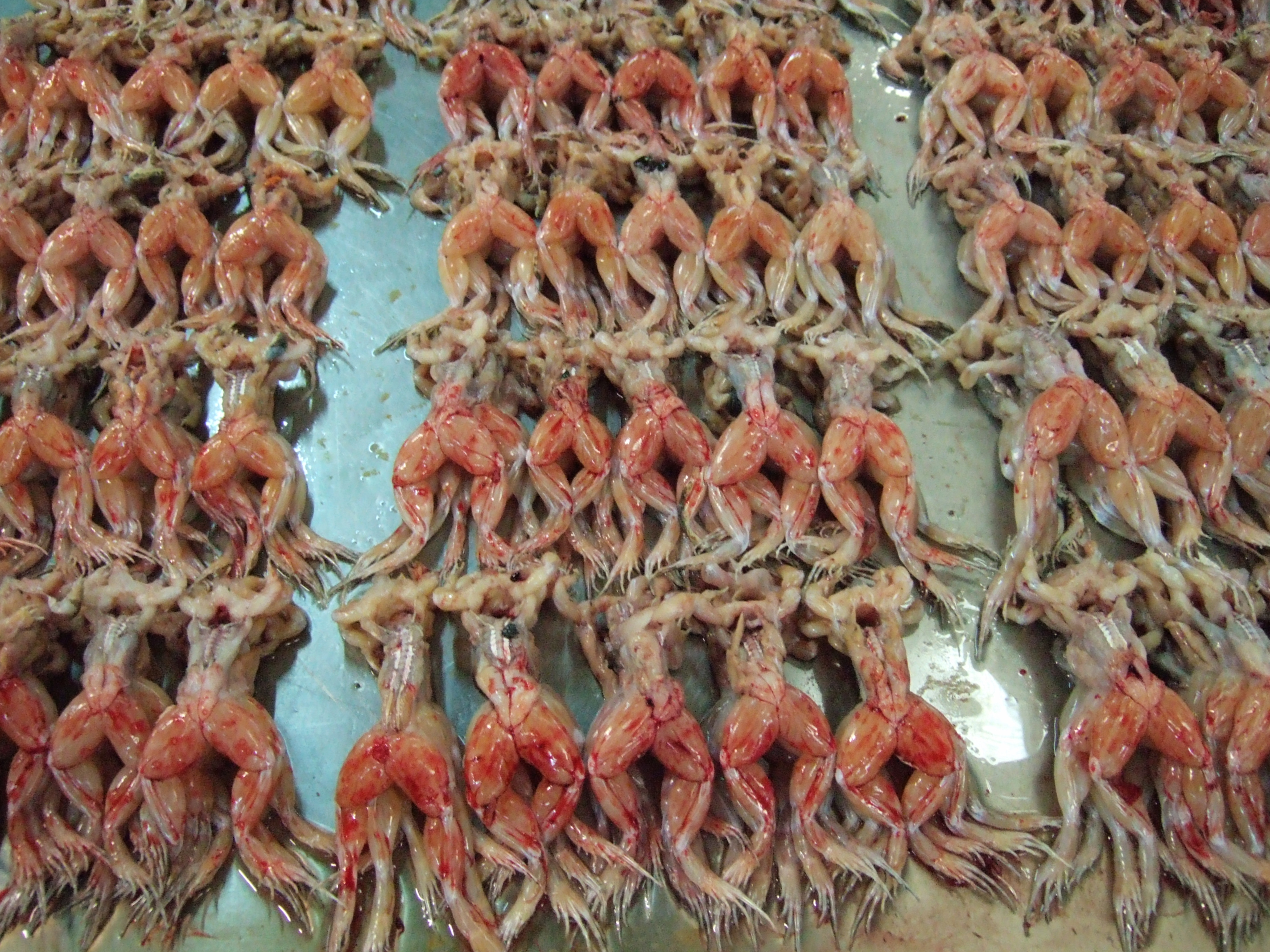
Kikkerbilletjes